# Exostyles venusta
Exostyles venusta ist eine seltene Pflanzenart aus der Gattung Exostyles in der Familie der Hülsenfrüchtler (Fabaceae) in der Unterfamilie der Schmetterlingsblütler (Faboideae).

## Beschreibung
Exostyles venusta wächst als halbimmergrüner, kleinerer Strauch oder als Baum bis über 10 Meter hoch. Der Stammdurchmesser erreicht etwa 30 Zentimeter.
Die kurz gestielten Laubblätter sind unpaarig gefiedert mit bis zu 11 kurz gestielten Blättchen. Die eiförmigen bis elliptischen, seltener verkehrt-eiförmigen und undeutlich gezähnten, teils abgerundet spitzen bis zugespitzten, bis etwa 6 Zentimeter langen Blättchen sind mehr oder weniger behaart. Es sind kleine Nebenblätter und Nebenblättchen vorhanden.
Es werden kurze, traubige, flaumig behaarte und achselständige Blütenstände gebildet. Die gestielten, zwittrigen und fünfzähligen Blüten mit doppelter Blütenhülle sind purpur- bis rosa-weiß. Es sind kleine Trag- und Vorblätter vorhanden. Die (ursprünglich 5) Kelchblätter verwachsen und reißen dann zwei-, dreiteilig auf, diese Kelchlappen sind zurückgelegt, die 5 dachigen und aufrechten Kronblätter sind kurz genagelt mit eingebuchteter bis gestutzter Platte. Der Kelch und der verkehrt-kegelförmige Blütenbecher sind mehr oder weniger fein rostig-bräunlich behaart. Es sind etwa 10 kurze Staubblätter am Rand des Blütenbechers ausgebildet. Der mittelständige und längliche, fast kahle Fruchtknoten ist gestielt, gynophor mit einem pfriemlichen, kahlen, vorstehenden Griffel mit kleiner Narbe.
Es werden längliche und mehrsamige, etwa 12–18 Zentimeter lange, kahle, nicht öffnende Hülsenfrüchte mit beständigem Blütenbecher gebildet. Die bis zu 6–10 rundlichen und cremefarbigen Samen liegen in einer cremigen, gelblichen Pulpe.

## Vorkommen
Exostyles venusta kommt im östlichen Brasilien vor.

## Taxonomie
Exostyles venusta wurde 1827 von Heinrich Wilhelm Schott in Systema vegetabilium [Caroli Linnaei ... ]. Editio decima sexta, 16. Auflage, Band 4 (2, Cur. Post.) Seite 406 erstbeschrieben.

## Verwendung
Die Früchte sind essbar.